# Bel (mitologija)
Bêl (iz akadskega Belu, slovensko gospod, gospodar) je naslov in ne osebno ime. Uporabljal se je za različne bogove v mezopotamskih verstvih v Akadskem kraljestvu, Asiriji in Babiloniji. Ženska oblika Bêla v akadščini je Bêlit – gospa, gospodarica. Bel je v grščini predstavljen kot Belos in v latinščini kot Belus. Belit se v grški obliki pojavlja tudi kot Beltis  (Βελτις). Jezikovno je Bel vzhodnosemitska oblika sorodnega severozahodnosemitskega Baala z enakim pomenom.
Zgodnji prevajalci iz akadščine so bili prepričani, da se je ideogram za boga, ki se je v sumerščini imenoval Enlil, v akadščini bral Bel. Sodobni strokovnjaki imajo to mišljenje za napačno, v starih prevodih in razpravah pa je naziv Bel za Enlila ostal.
Naziv Bel se je še posebej uporabljal za babilonskega boga Marduka. V  asirskih in novobabilonskih osebnih imenih ali napisih v mezopotamskem kontekstu se običajno razume, da se nanaša na Marduka in nobenega drugega boga. Podobno se naziv Bêlit večinoma nanaša na Mardukovo soprogo Sarpanito. Mardukova mati, sumerska boginja, v sumerščini imenovana Ninhursaga, Damkina, Ninmah in drugače, je v akadščini pogosto imenovana Belit-ili ("Gospa bogov").
Drugi bogovi, imenovani "Gospod", so lahko bili in včasih tudi  bili v celoti ali delno istovetni z Bel Mardukom. Takšen je  bil na primer palmirski bog Malak-bel,  čeprav se zdi, da je v poznejšem obdobju, iz katerega izhaja večina naših informacij, postal predvsem  bog sonca.
Zeus Bel, ki ga Sanhuniaton omenja kot sina Kronosa/Ela, zelo verjetno ni bil Marduk.

## Palmirski Bel
V predhelenističnih časih je bil Bel glavni bog Palmire in se častil skupaj z bogovoma Aglibolom in Jarhibolom. Prvotno je bil znan kot Bol,  po severozahodnosemitski besedi Ba'al. Naziv Bol se je običajno nanašal na boga Hadada, dokler se v Palmiro ni razširil kult Bel-Marduka. Do leta 213 pr. n. št. se je Bol preimenoval v Bela.
Belov tempelj v Palmiri je leta 2015 v sirski državljanski vojni  uničila Islamska država.